# 1028
| [ Edytuj tabelę ]              |                                                           |
| Król Polski                    | - 1025 Mieszko II Lambert 1031                            |
| Król Angkoru                   | - 1010 Surjawarman I 1048                                 |
| Król Anglii                    | - 1014 Knut Wielki 1035                                   |
| Hrabia Aragonii i król Nawarry | - 1000 Sancho III Wielki 1035                             |
| Hrabia Barcelony               | - 1017 Berengar Rajmund I 1035                            |
| Książę Bawarii                 | - 1026 Henryk VI 1041                                     |
| Książę Burgundii               | - 1016 Henryk I 1032                                      |
| Cesarz Bizancjum               | - 1025 Konstantyn VIII 1028 - 1028 Roman III Argyros 1034 |
| Cesarz Chin                    | - 1022 Song Renzong 1063                                  |
| Książę Czech                   | - 1012 Oldrzych 1033                                      |
| Król Danii                     | - 1018 Knut Wielki 1035                                   |
| Władca Egiptu                  | - 1021 Az-Zahir 1036                                      |
| Król Francji                   | - 996 Robert II Pobożny 1031                              |
| Król Gruzji                    | - 1027 Bagrat IV 1072                                     |
| Hrabia Holandii                | - 993 Dirk III 1039                                       |
| Cesarz Japonii                 | - 1016 Go-Ichijō 1036                                     |
| Kalif                          | - 991 Al-Kadir 1031                                       |
| Hrabia Kastylii                | - 1017 Garcia II Sanchez 1029                             |
| Król Kastylii                  | - 1000 Sancho III 1035                                    |
| Wielki książę Kijowa           | - 1019 Jarosław Mądry 1054                                |
| Patriarcha Konstantynopola     | - 1025 Aleksy I Studyta 1043                              |
| Władca Korei                   | - 1009 Hyŏnjong 1031                                      |
| Król Leónu                     | - 999 Alfons V 1028 - 1028 Bermudo III 1037               |
| Król Norwegii                  | - 1016 Olaf II Haraldsson 1028 - 1028 Knut Wielki 1035    |
| Hrabia Palatynatu              | - 994 Ezzon 1034                                          |
| Papież                         | - 1024 Jan XIX 1032                                       |
| Hrabia Portugalii              | - 1017 Nuno I i Ilduara Mendes 1028 - 1028 Mendo III 1050 |
| Cesarz rzymski (niemiecki)     | - 1027 Konrad II 1039                                     |
| Książę Saksonii                | - 1011 Bernard II 1059                                    |
| Król Szkocji                   | - 1005 Malcolm II 1034                                    |
| Król Szwecji                   | - 1022 Anund Jakub 1050                                   |
| Doża Wenecji                   | - 1026 Pietro Barbolano 1032                              |
| Król Węgier                    | - 1000 Stefan I Święty 1038                               |

Rok 1028 / MXXVIII
stulecia: X wiek ~
XI wiek ~
XII wiek

lata: 1018 «
1023 «
1024 «
1025 «
1026 «
1027 «
1028
» 1029
» 1030
» 1031
» 1032
» 1033
» 1038

## Wydarzenia na świecie
- 14 kwietnia – Henryk III Salicki został koronowany na króla Niemiec.
- 12 listopada – odbył się ślub bizantyjskiej pary cesarskiej Zoe i Romana III Argyrosa.
- 15 listopada – Roman III Argyros został cesarzem bizantyjskim.
- Złupienie Saksonii przez Mieszka II.

## Urodzili się
- Wilhelm Zdobywca – król Anglii i książę Normandii (zm. 1087).

## Zmarli
- 5 lipca – Alfons V, król Galicji i Leónu (ur. 994)
- 15 listopada – Konstantyn VIII, cesarz bizantyjski
- data dzienna nieznana :
  - Przybygniew, książę Obodrzycki (ur. ?)